# 佐賀共栄銀行
株式会社佐賀共栄銀行（さがきょうえいぎんこう、The Saga Kyoei Bank, Ltd.）は、佐賀県佐賀市に本店を置く第二地方銀行。

## 概要
通称は「きょうぎん」。平成以降に設立された新たな形態の銀行を除けば資産規模ベースで日本最小の普通銀行である。営業店舗は、佐賀県内の他、福岡市博多区と早良区、福岡県大野城市と久留米市、長崎県佐世保市にそれぞれ1店舗ずつ構えている。

## 沿革
- 1949年（昭和24年）12月22日 - 佐賀無尽株式会社として設立。
- 1951年（昭和26年）10月 - 相互銀行法の施行に伴い、相互銀行に転換。商号を株式会社佐賀相互銀行に変更。
- 1969年（昭和44年）12月 - 日本銀行福岡支店と当座取引開始。
- 1970年（昭和45年）11月 - 日本銀行歳入代理店事務の取引開始。
- 1977年（昭和52年）10月 - 本店営業部オンライン開始。
- 1981年（昭和56年）
  - 1月 - 全店オンライン完了。
  - 12月 - 日本銀行国債代理店に指定。
- 1983年（昭和58年）4月 - 公共債の窓口販売開始。
- 1987年（昭和62年）
  - 6月 - 既発公共債を売買するディーリング業務開始。
  - 7月 - 福富町指定金融機関に指定。
- 1989年（平成元年）
  - 4月 - 普通銀行転換より、商号を株式会社佐賀共栄銀行に変更。
  - 7月 - 佐賀共銀ファイナンス株式会社を設立。
- 1996年（平成8年）7月 - 株式会社きょうぎんビジネスサービスを設立。
- 2000年（平成12年）8月 - 三瀬村指定金融機関に指定。
- 2003年（平成15年）10月 - 佐賀共銀ファイナンス株式会社を清算。
- 2005年（平成17年）11月 - セブン銀行との間でATM利用提携を締結[2]。
- 2006年（平成18年）6月 - 株式会社きょうぎんビジネスサービスを清算。

## ATMについて
ATM（他行との共同利用ATMを除く）では、西日本シティ銀行・福岡中央銀行・長崎銀行・豊和銀行・熊本銀行・宮崎太陽銀行・南日本銀行・沖縄海邦銀行のキャッシュカードによる引出については、「九州・沖縄地区ATM提携サービス」により自行扱いとなり、平日時間内における手数料が無料となる。
また、当行を含むSBK（システムバンキング九州共同センター）加盟行（福岡中央銀行・長崎銀行・豊和銀行・宮崎太陽銀行・南日本銀行）の通帳・キャッシュカードでも、当行を含む各行ATM相互間でのキャッシュカードによる預入、通帳による預入・引出及び通帳記帳も利用可能（ただし本サービスによる相互利用に付いては、各加盟行の個人口座のキャッシュカード及び総合口座通帳のみの取り扱いとなる）。
なお、長崎県の佐世保支店は2022年8月22日の店舗移転に伴ってATMを廃止したため、ゆうちょ銀行/郵便局・セブン銀行のATM（キャッシュカードによる預入・引出）、長崎銀行佐世保支店（キャッシュカードによる預入・引出、通帳による預入及び通帳記入）が最寄りATMとして案内されている。通帳による引出や通帳繰越については窓口での対応となる。